# Хирургия. Журнал имени Н. И. Пирогова
Хирурги́я. Журна́л им. Н. И. Пирого́ва — один из основных и наиболее авторитетных российских научных медицинских журналов, отражающих многообразную хирургическую работу. Журнал публикует статьи, охватывающие различные области хирургии и имеющие научную и практическую ценность для хирургов всех специальностей. Публикующиеся в журнале статьи проходят обязательное предварительное рецензирование и тщательно отбираются. В издании также представлены актуальные материалы международных и российских конференций, оригинальные работы хирургов из России, ближнего и дальнего зарубежья. Входит в Список научных журналов ВАК Минобрнауки России.
Редколлегию журнала в разное время возглавляли выдающиеся советские и российские хирурги: академик Н. Н. Бурденко, профессор В. С. Левит, академик Б. В. Петровский, академик АМН СССР Б. А. Петров, академик РАМН Н. Н. Малиновский.

## История журнала
В мае 1925 года вышел первый номер ежемесячного журнала «Новая хирургия» Русского хирургического общества в Москве, который издавался Московским городским отделом здравоохранения и должен был стать «изданием „нового типа“ в области социальных болезней». Летом 1926 года Главное управление научными учреждениями (Главнаука) и Государственное издательство РСФСР (Госиздат) выпустили «специальный хирургический» «Журнал современной хирургии», который должен был «стать органом проявления самодеятельности практических хирургов Союза». В 1931 году издание «Новой хирургии» и «Журнала современной хирургии» было прекращено, вместо них Наркомздрав РСФСР и Государственное медицинское издательство («Медгиз») стали выпускать объединённый журнал «Советская хирургия» тиражом в 3200 экземпляров, в редколлегию которого вошли ряд членов редколлегий закрытых журналов. Новое издание позиционировалось как «орган, руководящий в области научной и практической деятельности советского хирурга». Журнал выходил двумя томами в год, каждый из которых включал 3 сдвоенных или 6 одинарных выпусков. Ответственным редактором журнала был Н. Н. Бурденко, в 1932 году его сменил на этом посту В. С. Левит, возглавлявший редколлегию до 1953 года. В 1935 году журнал «Советская хирургия» стал органом Общества хирургов РСФСР и стал выходить ежемесячно, а тираж увеличился до 5000 экземпляров. В 1937 году журнал стал называться «Хирургия» и стал органом Всесоюзной ассоциации хирургов, а тираж вырос до 7650 экземпляров. В 1941 году журнал, тираж которого превысил 10 000 экземпляров, стал органом Наркомата здравоохранения СССР. В 1930-х годах оглавление журнала печаталось на двух языках, но если ранее вторым языком был немецкий, то теперь им стал французский.
Во время Великой Отечественной войны стал гораздо больше внимания уделять военно-полевой тематике, так, в 1944—1945 годах доля статей из медико-санитарных учреждений Красной Армии првесила 50 %, увеличившись почти в 6 раз по сравнению с 1940—1941 годами. В 1942—1943 годах большинство выпусков журнала было сдвоенным, но уже с 1944 года издание вернулось к ежемесячному графику. Всю войну и некоторое время после неё журнал выходил на грубой газетной бумаге в два раза меньшим объёмом, чем довоенныевыпуски, и тиражом 8000 экземпляров.
После войны оглавление журнала дублировалось на английский и тогда же в нём стали публиковать протоколы заседаний Московского хирургического общества. В 1953 году редколлегию «Хирургии» возглавил Б. В. Петровский. В 1950-х годах журнал издавался тиражом 24 242 экземпляра, а его объём увеличился со 100 до 150 страниц. В 1956 году на базе журнала «Хирургия» был создан журнал «Экспериментальная хирургия», а в 1959 году — «Грудная хирургия».
В 1961 году журнал в честь Н. И. Пирогова стал называться имя получил журнал «Хирургия. Журнал им. Н. И. Пирогова». Первый номер под новым названием вышел в августе 1962 года. Тираж журнала в 1960-х годах составлял 20 000 экземпляров, а объём одного номера — 10 печатных листов. В 1965 году журнал возглавил Б. А. Петров. В 1966 году соучредителем «Хирургии. Журнала имени Н.И. Пирогова» наряду с Минздравом СССР стало Всесоюзное научное общество хирургов.
В 1973 году после смерти Петрова редколлегию журнала возглавил Н. Н. Малиновский. Тираж вырос до 27 833 экземпляров. В 1980-е годы объём одного номера, как и ранее, составлял около 150 страниц, оглавление дублировалось на английском, а после списка литературы публиковались краткие рефераты статей на английском языке.
В 1991 году Минздрав СССР прекратил финансировать выпуск «Хирургии», поэтому его в списках учредителя журнала сменила Ассоциация «Союзинтермед», а издание стало привлекать спонсоров, среди которых были ВНЦХ, Институт хирургии имени А. В. Вишневского, Институт проктологии, НПО «Энергия» и НПО «Экран». В начале 1990-х годов журнал из-за финансовых сложностей нередко выходил сдвоенными номерами, публиковалась реклама хирургических изделий и аппаратуры. В 1994 году формат журнала изменился на А4. В 1995 году в свет вышло 6 номеров «Хирургии» тиражом 3000 экземпляров. В 1996 году учредителями журнала стали Министерство здравоохранения и медицинской промышленности РФ и Ассоциация хирургов им. Н. И. Пирогова, а издателем созданное в 1993 году издательство «Медиа-Сфера».
Начиная с 2003 года на сайте издательства «Медиа-Сфера» стала выкладываться электронная версия журнала. В 2010 году сменились учредители «Хирургии», ими стали Институт  хирургии им. А. В. Вишневского и Издательская группа «Медиа Сфера».
С 10-го номера 2012 года журнал «Хирургия» официально стал рецензируемым. В 2013 году «Хирургия. Журнал имени Н.И. Пирогова» вновь сменил учредителей, став печатным органом Российского общества хирургов. Ежемесячный тираж журнала на конец 2015 года составлял 3000 экземпляров.

## Структура журнала
В настоящее время журнал содержит несколько постоянных разделов:

| - Хирургия отдельных органов и систем: - сердце, сосуды - лёгкие - пищевод - молочная железа - желудок и двенадцатиперстная кишка - кишечник - желчевыводящие пути - печень - поджелудочная железа - мочеполовая система | - Лечение ран, гнойных инфекций - Лечение онкологических заболеваний - Хирургическая эндокринология - Вопросы анестезиологии - Вопросы травматологии, травматических повреждений внутренних органов - Амбулаторная хирургия - История медицины - Лекции - Обзоры |

## Редколлегия
- Главный редактор — Ю. В. Белов, акад. РАН, проф., д.м.н., директор ФГБНУ «РНЦХ им. акад. Б. В. Петровского»[19].
- Заместитель главного редактора — А. Ш. Ревишвили, проф., акад. РАН, д.м.н., директор ФГБУ «Институт хирургии имени А. В. Вишневского»[19].
- Ответственный секретарь — Вячеслав Петрович Сажин, проф., д.м.н., проф., главныё хирург ЦФО, вице-президент Российской ассоциации эндоскопической хирургии, член редсовета журнала «Эндоскопическая хирургия»[20].
- Научный редактор — Николай Николаевич Крылов, проф., д.м.н., заведующий кафедрой хирургии МПФ ГБОУ ВПО «Сеченовского Университета»[19].